# Klimovsk

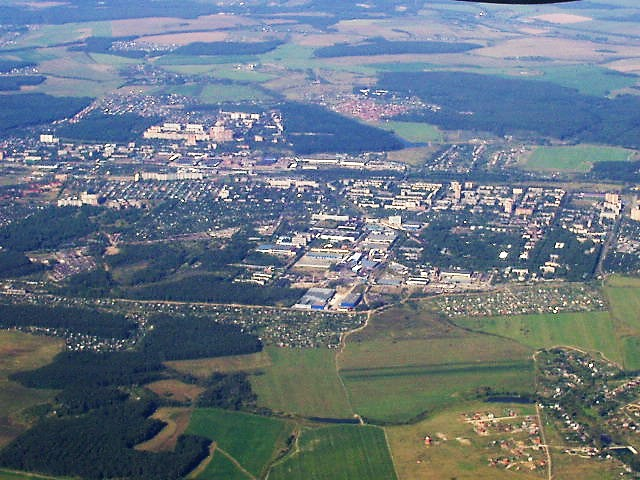
Klimovsk nhìn từ trên cao

Klimovsk (tiếng Nga: Климовск) là một thành phố Nga. Thành phố này thuộc chủ thể Moskva Oblast. Dân số: 56.186 (Điều tra dân số 2010); 55.644 (Điều tra dân số 2002); 56.720 (Điều tra dân số năm 1989).

## Thành phố kết nghĩa
- Novocheboksarsk, Nga
- Ihtiman, Bulgaria